# 強迫賣淫
強迫賣淫，像是俗稱的逼良為娼，是指強迫手段要他人成為性工作者，是一種性剝削。多數是指使用非法的手段如暴力、恐嚇等強制性剝削他人。甚至有些是把兒童擄走以進行性剝削。词汇“强迫賣淫”出现在国际人道主义公约中，但没有得到足够的认识，在应用中得不到持续。“强迫賣淫”指代一方当事人用胁迫的手段与另一方当事人賣淫。这样就区别了性交易与强迫賣淫之间的区别，开放社会基金组织称：“性工作是经过同意的成人行为，自愿买卖性服务并不是对人权的侵犯。”
强迫賣淫是一种犯罪，因为它用胁迫的手段限制受害人的自由，进行了商业性剥削。

## 法律方面
在所有国家的习惯法中，逼良为娼都是非法活动。这与自愿性交易不同，后者在不同的国家可能有不同的法律地位，包括从非法到处死，从合法到管制不等。
虽然成人性交易的合法性依司法区域的不同而不同，雏妓在世界所有地区全部非法。
1949年，联合国大会通过了《打击人口贩卖和性交易剥削公约》。这项公约取代了之前的一些相关公约，并加入了性交易嫖娼的其它问题。公约对色情买卖双方和开设妓院都规定了处罚。在2013年12月，公约被82个国家批准。很多国家之所以没有批准是因为公约也应用于自愿性交易行为。例如，在德国、荷兰、 新西兰、希腊、土耳其和其它国家，自愿性交易是合法的，是被管控的职业。

## 雏妓
雏妓被认为似乎天然的非自愿行为和剥削行为，出于对年龄的考虑，儿童在法律上无法负行为责任。在大多数国家中，雏妓是非法的，无论儿童是否达到了为其行为负责的最低标准。
《雏妓任择议定书》缔约国被要求对雏妓加以禁止。公约将儿童定义为未满18岁的承认，“除非成熟年龄被国家法律认为是稍早一些”。公约在2002年1月18日起生效，在2013年12月，有166个国家签约，另10个国家签署但尚未批准。
国际劳工组织 (ILO)在《1999年童工最恶劣形式公约》(公约第182号)中认定使用、购买或提供儿童色情是童工最恶劣的形式之一。这条公约在1999年通过，要求缔约国必须尽快处理这种紧急问题。这项公约是国际劳工组织自1919年以来签署速度最快的公约。
在美国，《2000年人口贩卖和受害人保护法》定义“商业性行为，使用暴力、欺诈、胁迫的方式加以诱导，提供服务人尚未年满18岁”，这是“极其恶劣的人口贩卖形式”。
在许多国家，特别是贫穷国家中，雏妓问题依然严重，很多西方国家的游客到此进行儿童色情旅游。泰国、柬埔寨、印度、巴西和墨西哥都被列为雏妓剥削严重的地区。

## 人口贩卖
人口贩卖，特别是对女童和妇女的拐卖，是強迫賣淫和性奴役的主要致因。根据联合国毒品和犯罪问题办公室的报告，人口贩卖受害人的目的地大多数是泰国、日本、以色列、比利时、荷兰、德国、意大利、土耳其和美国。拐卖人口的主要来源是泰国、中国大陸、奈及利亞、阿尔巴尼亚、保加利亚、白俄罗斯、摩尔多瓦和乌克兰。
1985年，在巴黎举行的第一次反对妇女拐卖的国际会议之后，一系列限制贩卖妇女进入色情行业的举措开始实施。国际联盟和联合国都就相关问题采取了措施。
由于缺乏对性交易本质非法性的认识，以及区分自愿賣淫和強迫賣淫所使用的不同方法论，相关现象难以精确统计。根据2008年美国国务院的报道：“根据2006年美国政府资助的研究现实，每年有600,000到800,000人进入国境，这不包括数以万记的人被拐卖进来。约有80%的跨国受害人是妇女和女童，有50%是未成年人，跨国受害人大多数是被迫进入商业色情行业，深受剥削蹂躏。”联合国在2009年估算显示在欧盟境内，人口拐卖可能约为270,000人。并非所有人相信如此数目庞大的人口都是在违背意志的情况下实施的。《经济学人》和伊丽莎白·皮萨妮都声称只有一小部分妓女是违背意志被拐而来的。
《预防、打击和惩处人口贩卖，特别是对妇女和儿童的侵犯公约》(也称巴勒莫公约)是联合国打击跨国有组织犯罪大会所定的公约，它认定人口贩卖是“收编、运输、转移、收留或接受某人，通过恐吓或暴力等其它胁迫形式，存在诱拐、欺诈、哄骗、虐待或造成损伤，支付报酬、让他人控制某人，以达到剥削的目的。”出于这个原因，胁迫、威吓、使用暴力并不一定满足人口贩卖，但就剥削已存的弱点 – 例如经济弱点或性弱点 – 则是被充分证明的。西格玛·胡达是联合国人口贩卖特别调查员，发现“在绝大多数时候，各国娼妓都会满足人口贩卖的情形。”然而，拯救儿童组织认为人口贩卖和性交易是不同的问题：“然而，人口贩卖问题陷入争议，与性交易嫖娼混为一谈，后者也侵犯了承认妇女和儿童基本人权，本质上与性剥削等同。从这一点出发，人口贩卖和逼良为娼可以被放在一起。”

## 自愿与非自愿性交易
就性交易而言，存在三种世界观：「废娼主义」（认为娼妓是受害人）、「管制主义」（认为娼妓是劳动者）和「禁止主义」（认为娼妓是罪犯）。在西方国家，相互对峙的两大流派是：废娼主义和管制主义。
从废娼主义的观点来看，賣淫制度总是一种被胁迫的行为，賣淫者就是受害人。他们认为大多数娼妓都是被迫进入賣淫制度的，要么是被嫖客和人贩子直接拉进来，要么是因为贫穷、教育不足、醫療需求、人身安全、就業歧視、單親撫養、多元性別身分、遭受性暴力或家庭暴力的創傷，以及其他環境因素迫使。近年来，激进女权主义者，如安德里亚·德沃金、梅丽莎·法利、凯瑟琳·麦金儂都认为娼妓制度為父系社会结构和性別权利关系诱发了上述问题的产生。威廉·D·安吉尔认为“大多数”賣淫者是出于贫穷、缺乏教育和就业机会被迫进入色情行业。凯瑟琳·巴里认为“自愿”和“胁迫”之间没有区别，“因为所有形式的性交易都是对人权的侵犯，是对女人的公然侮辱，不可能被视为值得尊敬的劳工。”法国绿党认为：“在某一社会中性别不平等已经被制度化时，‘自愿’性交易这一概念是相对的。”废除主义者认为性交易最终会导致妇女心理、精神、生理上的摧残，应该被废除。根据这一观点，瑞典、挪威、和冰岛都颁布法律，惩处嫖客而不是賣淫者本人。
与废娼主义者不同，主张合法化的人认为性工作者不是受害者，而是独立的成年人自作主张，应当尊重。阿姆斯特丹前妓女，色情信息中心创始人玛瑞斯卡·马约尔坚持认为：“在我们性工作者眼里这就是一种职业，是一种赚钱的方式；对待现实很重要(...) 性交易嫖娼没有什么不好的；若说不好的话，那就是逼良为娼了。大多数妇女都是自愿的。”诚然，如果性交易嫖娼被认定是合法活动，就必须得到承认和管控，以便保护劳工权益，防止虐待行为出现。妓女被认定是性工作者，享受与其它劳动者相同的待遇。国际妓女权益委员会在1985年起草了《世界妓女权益宪章》，呼吁将“所有自愿的成人妓女”除罪化。自从二十世纪七十年代中期，全球性工作者开始组织起来，要求对性交易嫖娼进行除罪化，合法享受同等保障，改善工作环境，争取纳税权利，享受社会福利，例如退休金等。根据这一世界观，德国、荷兰、新西兰、都将性交易嫖娼完全合法化。

## 国际形势

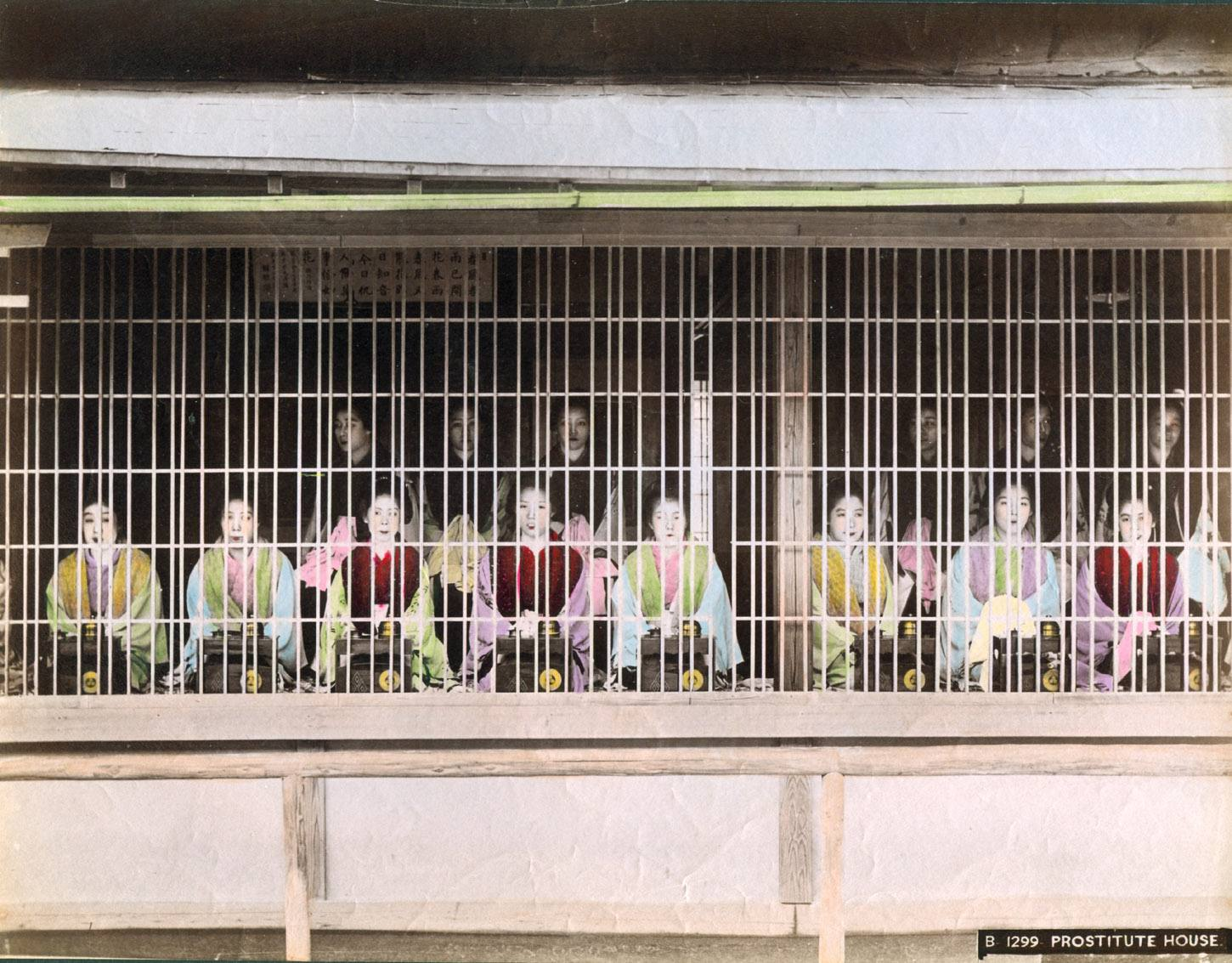
东京吉原的年轻性工作者

### 欧洲
在欧洲，当東歐劇變、蘇聯解體后，前華沙公約組織国家，如阿尔巴尼亚、摩尔多瓦、保加利亚、俄罗斯、白俄罗斯和乌克兰都成为贩卖妇女儿童的主要来源地。年轻妇女和女童常常受到金钱和工作的诱惑，被骗入富有国家，成为性奴隶。据估算，全球被拐入色情行业的妇女约有2/3来自东欧和中国，其中的3/4从来没有当过妓女。主要目的地西欧、土耳其、中东以色列、阿联、亚洲、俄罗斯和美国。

### 美国
2002年，美国国务院重复了中央情报局早些时候估测出的数据，每天约有50,000名妇女儿童违背自己的意愿来到美国，受到性剥削。 前国务卿科林·鲍威尔称：“在这里和国外，人口贩卖的受害人处在非人的苦难中 -- 包括在妓院、血汗工厂、农田或是私人住宅中。”除了国际人口贩卖受害人以外，美国公民也会被迫性交易。根据全美儿童失踪和剥削中心的报道，“有100,000到293,000名儿童受到性威胁。”

### 中东
东欧妇女被拐入一些中东国家，包括土耳其和阿联酋。直到2004年，以色列也是贩卖人口进入色情行业的主要目的地之一。
大量伊拉克妇女为了躲避伊拉克战争而沦为娼妓，其它人被卖出国门，进入叙利亚、约旦、埃及、卡塔尔、阿联酋、土耳其和伊朗。在叙利亚，约有50,000名伊拉克女性难民成为妓女，很多是寡妇。伊拉克妓女价钱便宜，使得叙利亚成为色情旅游的胜地。嫖客大多来自中东富有国家。处女的价格则相对更高。

### 亚洲
在亚洲，日本是贩卖妇女最主要的目的地国家，特别是从菲律宾和泰国贩卖妇女。从2001年起，美国国务院就已经将日本列为“第二等”或“第二等监视名单”国家，记录在年度“人口贩卖”报告中。这两个分级都暗示日本（或多或少）没有完全遵守减少人口贩卖的最低指标。在2009年，据估计有200,000到400,000人由经东南亚被买入日本，很多都成为了妓女。最常见的是泰国妇女被骗入日本，卖入極道控制的妓院，被迫性交易换取赎价。在日本，歧视和缺乏反歧视法律常常迫使人妖进入色情行业。在柬埔寨，至少有5,000人在儿时就开始性交易，有的才刚刚5岁。到了二十世纪九十年代末，联合国儿童基金会估算菲律宾约有60,000名雏妓，称安吉利斯城市妓院因提供儿童性服务而“臭名昭著”。
在最后十年中，据估算每年有6,000-7,000名尼泊尔女童被卖到印度。但是这个数字依然在持续增长中。现在，年平均数为10,000到15,000人。美国中央情报局称大多数女童的目前价值，作为性工作者时期，在性交易市场上约为$250,000 （USD）。

## 历史
强迫性交易在历史上广为流传。

### 纳粹德国
德军在集中营内建立妓院以满足投诚的囚犯。妓女多来自拉文斯布吕克集中营，后者是个女性集中营。
士兵妓院通常开设在已有的妓院或查封的旅馆里。妓女常常是有经验的或是之后聘用的，但都不是囚犯俘虏。当性病在士兵中泛滥时，国防军将领开始开设自己的妓院。在管制妓院中，妓女常常接受体检来确保士兵的健康。在1940年7月29日，军方下令管制士兵的性生活以防止疾病传染。自此，法国警方对自由妓女加以禁止，并进行惩处。

### 慰安妇

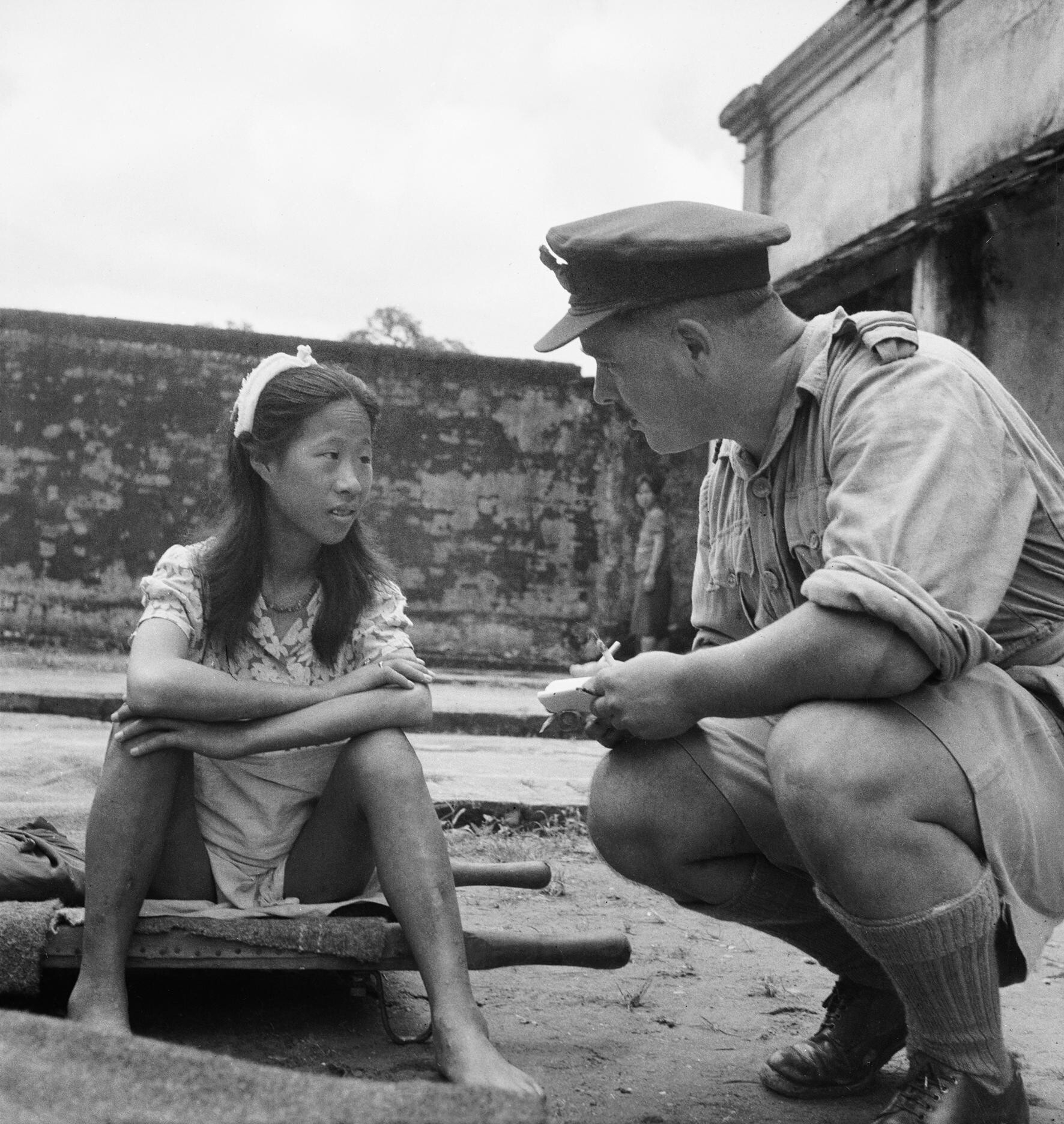
年轻的华裔慰安妇在大日本帝国陆军那里做慰安妇，缅甸仰光，1945年8月8日

慰安妇是在军队妓院中称呼妓女的委婉语，并特指二战期间大日本帝国军队所奴役的妓女形式。
慰安妇人数约为200,000人，经过日本学者校对后最低人数为20,000人，中国学者估算最多为410,000人。最终人数依然在研究和讨论当中。历史学家和研究者认定大多数慰安妇来自朝鲜、中国、日本和菲律宾，但也有来自泰国、越南、马来西亚、台湾、印尼、东帝汶和其它日军占领地的妇女。慰安所地点位于日本、中国、菲律宾、印尼、英属马来亚、泰国、缅甸、新几内亚、香港、澳门和法属印度尼西亚。
在日军占领地中，年轻妇女常被拐走。有时，妇女被军队招去工作。日军资料自己记录着用暴力手段掳掠妇女的行径。然而，日本历史学家秦郁彦称日本军队和政府没有组织强征慰安妇的事件。
二战日军慰安妇的人数的本质依然在争议当中，在日本和其它远东国家都是高度政治化的话题。
许多军队妓院由私人建立而成，受到朝鲜军警的监视。有的日本历史学家利用前慰安妇的证词辩称帝国军队没有直接参与恐吓、胁迫、拐骗的行动中来，在日军占领地有时会有拐卖妇女儿童的事情出现。

## 国际立法机构
- ILO Forced Labour Convention, 1930 (No. 29) Archive-It的存檔，存档日期2011-12-05
- ILO Abolition of Forced Labour Convention, 1957 (No. 105) Archive.today的存檔，存档日期2012-08-02
- ILO Minimum Age Convention, 1973 (No. 138) （页面存档备份，存于）
- ILO Worst Forms of Child Labour Convention, 1999 (No. 182) （页面存档备份，存于）

## 脚注
1. ↑  .   [2014-09-26]. （原始内容存档于2009-07-23）.
2. ↑  Lim, Lean. . International Labour Office. 1998: 39  [2014-09-26]. ISBN 9221095223. （原始内容存档于2014-12-17）.
3. ↑  . Open Society Foundations. Open Society Foundations. June 2013  [2014-01-04]. （原始内容存档于2014-01-04）.
4. 1 2 3  Bantekas, Ilias; Susan Nash. . Cavendish: Routledge. 2003: 6  [2014-09-26]. ISBN 1859417760. （原始内容存档于2012-11-05）.
5. ↑  .   [2017-10-28]. （原始内容存档于2014-10-08）.
6. ↑  .   [2014-09-26]. （原始内容存档于2015-09-07）.
7. 1 2 3 4  . The Economist. 2004-09-02  [2009-12-15]. （原始内容存档于2010-03-16）.
8. 1 2 3 4  . The Economist. 2008-10-30  [2010-01-11]. （原始内容存档于2010-03-16）.
9. ↑  .   [2014-09-26]. （原始内容存档于2014-10-14）.
10. 1 2  . United Nations Treaty Collection.   [2013-12-15]. （原始内容存档于2013-12-13）.
11. ↑  . US State Department. 2000-10-28  [2010-02-17]. （原始内容存档于2009-04-17）.
12. ↑  Emilio Godoy. . IPS. 2007-08-13  [2014-09-26]. （原始内容存档于2012-03-26）.
13. 1 2 3  . the BBC. 2007-03-26  [2010-01-11]. （原始内容存档于2011-03-26）.
14. ↑  Altman, Dennis. . University of Chicago Press. 2001: 114  [2014-09-26]. ISBN 9780226016054. （原始内容存档于2016-02-18）.
15. ↑  . 2005-06-03  [2010-01-30]. （原始内容存档于2010-02-28）.
16. ↑  .   [2010-01-30]. （原始内容存档于2010-01-04）.
17. ↑  Pisani, Elizabeth. . Granta Books. 2009: 213 –214  [2014-09-26]. ISBN 1-84708-076-6. （原始内容存档于2016-07-16）.
18. ↑  "United Nations Convention against Transnational Organized Crime" （页面存档备份，存于）, Annex II, Section I, Article 3 (pg. 42). Retrieved on 21 September 2009.
19. ↑   (PDF).   [2013-02-19]. （原始内容 (PDF)存档于2012-03-05）.
20. ↑  Norma Ramos. . On the Issues Magazine. Summer 2008  [2010-01-11]. （原始内容存档于2009-04-01）.
21. ↑  . Save the Children.   [2010-01-11]. （原始内容存档于2007年8月8日）.
22. ↑  . 1993  [2014-09-27]. （原始内容存档于2014-09-07）.
23. ↑  Angel, William D. . Martinus Nijhoff. 1995: 897  [2014-09-27]. ISBN 9780792333210. （原始内容存档于2014-12-20）.
24. 1 2  Lim, Lean. . International Labour Office. 1998: 14  [2014-09-26]. ISBN 9789221095224. （原始内容存档于2014-12-17）.
25. ↑  . （原始内容存档于2011-09-27）.
26. ↑  . BBC. 2009-01-01  [2010-01-19]. （原始内容存档于2011-02-02）.
27. ↑  . 2009-04-21  [2010-01-19]. （原始内容存档于2011-04-04）.
28. ↑  . Sina Blog. 2014-02-09  [2014-09-26]. （原始内容存档于2014-09-03）.
29. ↑  Allow Women to Sell Their Bodies to Earn a Living, Monitor (Uganda), Apr. 24, 2006.
30. ↑  Amalia Cabezos. . Santa Monica Mirror. July 28 – August 4, 1999. （原始内容存档于2008年8月20日）.
31. ↑  .   [2014-09-27]. （原始内容存档于2005-12-25）.
32. ↑  Local women fall prey to sex slavery abroad 的存檔，存档日期2009-07-03.
33. ↑  .   [2014-09-27]. （原始内容存档于2011-04-29）.
34. ↑  .   [2012-09-01]. （原始内容存档于2010-12-08）.
35. ↑  Eastern Europe - Coalition Against Trafficking of Women 的存檔，存档日期2008-12-28.
36. ↑  .   [2014-09-27]. （原始内容存档于2014-07-08）.
37. ↑  Moldova: Lower prices behind sex slavery boom and child prostitution 的存檔，存档日期2008-05-01.
38. ↑  .   [2014-09-27]. （原始内容存档于2013-09-12）.
39. ↑  Worldwide Tragedy: U.S. Not Immune to Sexual Slavery 的存檔，存档日期2008-09-29.
40. ↑  .   [2014-09-26]. （原始内容存档于2012-01-20）.
41. ↑  .   [2014-09-26]. （原始内容存档于2014-07-13）.
42. ↑  .   [2010-02-17]. （原始内容存档于2010-02-13）.
43. ↑  .   [2014-09-27]. （原始内容存档于2008-07-24）.
44. ↑  Israel a Human Trafficking Haven （页面存档备份，存于） FoxNews.com
45. ↑  .   [2014-09-27]. （原始内容存档于2012-02-18）.
46. ↑  '50,000 Iraqi refugees' forced into prostitution 的存檔，存档日期2008-07-08.
47. 1 2  Iraqi refugees forced into prostitution 的存檔，存档日期2008-11-01.
48. ↑  .   [2014-09-27]. （原始内容存档于2017-01-31）.
49. ↑  Far Eastern Economic Review: "Costs Of Human Trafficking In Southeast Asia."  Janis Foo, April 2009.
50. ↑  "Woman's Dying Wish: to punish traffickers who ruined her life" （页面存档备份，存于） The Nation, 23 January 2006
51. ↑  .   [2014-09-26]. （原始内容存档于2014-01-25）.
52. ↑  .   [2019-06-01]. （原始内容存档于2013-10-29）.
53. ↑  . BBC. 1997  [2010-01-10]. （原始内容存档于2009-04-29）.
54. ↑  "Lost Daughters - An Ongoing Tragedy in Nepal," （页面存档备份，存于） Women News Network - WNN, 5 December 2008
55. 1 2  .   [2014-09-27]. （原始内容存档于2015-02-26）.
56. ↑  Tessa Morris-Suzuki, , 2007-03-08  [2008-12-15], （原始内容存档于2009年1月9日）
57. ↑  WCCW 2004.
58. ↑  Asian Women'sFund，第10頁.
59. ↑  Rose 2005，第88頁.
60. ↑  .   [2014-09-27]. （原始内容存档于2016-03-03）.
61. ↑  .   [2014-09-27]. （原始内容存档于2014-01-27）.
62. ↑  Reuters & 2007-03-05.
63. ↑  Yoshimi 2000，第100–101, 105–106, 110–111頁;
Fackler & 2007-03-06;
BBC & 2007-03-02;
BBC & 2007-03-08.
64. ↑  van Buitenlandse zaken 1994，第6–9, 11, 13–14頁.
65. ↑  Hata Ikuhiko,  (PDF), hassin.sejp.net,   [2008-12-15], （原始内容 (PDF)存档于2008-09-04） (First published in Shokun May, 2007 issue in Japanese. Translated by Society for the Dissemination of Historical Fact).
66. ↑  According to journalist Satoshi Ikeuchi : "Even though the forcible recruitment of women was not systematically implemented, the (Japanese) government should acknowledge its moral responsibility if any single woman victimized by the private operators through fraud, exploitation, violence or other acts of intimidation comes forward to tell her story. The government should do so because the military gave consent to set up brothels for soldiers and had responsibility for overseeing them.»  «In this context, the issue of the so-called comfort women was invested with extreme importance as the epitome of Japanese sin from the viewpoint of some and became the focal point of contention, The excessive effort by leftists and liberals in politicizing this issue as one of the few means left to shake conservative dominance, by extending the notion of coercion to the extreme, resulted in alienating a large part of the nation. Their open intention to collude with rising tides of hostile nationalism in Korea and China also hardened the minds of many in Japan." April 25, 2007. Satoshi Ikeuchi, Overcoming postwar mind-set （页面存档备份，存于）, Daily Yomuri Online, April 25, 2007.
67. ↑  Onishi & 2007-03-08.

## 引述
- International Labour Office. (2005). A global alliance against forced labour （页面存档备份，存于）
- The Cost of Coercion ILO 2009 （页面存档备份，存于）
- ILO Minimun Estimate of Forced Labour in the World. (2005) （页面存档备份，存于）